# إلكترونيات الغانم
إلكترونيات الغانم هي أحد أكبر شركات القطاع الخاص في الكويت، كما تُعد أكبر شبكة لبيع المنتجات الإلكترونية ذات علامات تجارية عديدة تتجاوز 300 علامة تجارية عالمية في المعارض المنتشرة في كافة أرجاء الكويت. وتُعد شركة صناعات الغانم من أكبر الشركات في الخليج حيث تمارس نشاطاتها في أربعين دولة وتعمل في أكثر من 30 مجال.